# Portolan
En portolan er en samling af ordnede, skriftlige informationer om havne, deres beliggenhed og besejlingsforhold som skær, tidevand og meteorologi.
Carta Pisana, som formentlig er den ældste af denne type, er udarbejdet 1275-1300. Navnet antyder, at den blev fundet i Pisa. Den viser Middelhavet, Sortehavet og en del af Atlanterhavet.
.
Portolaner kan indeholde kompaskurser og kompaspejlinger til forskellige punkter. Der kendes omkring 130 portolankort tegnet 1300 til 1500. Efter 1500 findes mange som manuskript, idet kun et fåtal blev trykt.

## Ekstern henvisning
- Wikimedia Commons har flere filer relateret til Portolan
- Kartografiens historie

| Geografi/geologi | Spire Denne artikel om geografi er en spire som bør udbygges. Du er velkommen til at hjælpe Wikipedia ved at udvide den. |